# ФАБ-250
ФАБ-250 — 250 кілограмова бомба загального призначення з осколково-фугасною бойовою частиною, яка в основному використовується ВПС Росії, колишніми радянськими республіками та країнами-замовниками. Боєприпас дуже поширений у Третьому світі та використовується в багатьох конфліктах в Азії та Африці, зокрема.
ФАБ-250 використовуються обома сторонами війни під час повномасштабного російського вторгнення в Україну 2022 року

## Історія
Оригінальна модель М-46 була випущена в 1946 році, потім випустили модель М-54 1954 року з посиленою конструкцією, обидві моделі створені для внутрішнього лафету важких бомбардувальників, версія М-62 з низьким лобовим опором у 1962 році була призначена для зовнішніх точок підвісу винищувачів-бомбардувальників. Бомба некерована, має один носовий підривник і сумісна з більшістю моделей радянських літаків.
Під час російського вторгнення в Україну у 2022 році Росія адаптувала бомби ФАБ-250 і оснастила їх модулями планування та корекції (УМПК), що містять інерційну навігаційну систему, подібну до адаптацій, зроблених для бомб ФАБ-500 M-62, боєприпас ФАБ-250 M-62 легший і більш аеродинамічний, ніж важчий ФАБ-500 M-62, що означає, що він менш руйнівний, але має більшу дальність планування, яка, за російськими твердженнями, становить 80 кілометрів, це зменшує ймовірність ураження російських літаків при скидуванні адаптованих бомб.

## Тактико-технічні характеристики
Бомба некерована, має один носовий підривник і сумісна з більшістю моделей радянських літаків.
За даними Інституту вивчення війни, бомби ФАБ-250 «важать 250 кілограмів, мають вагу вибухівки 99 кілограмів, мають радіус ураження 120 метрів і можуть знищувати живу силу, техніку та легкі укріплення».

## Варіанти
- ФАБ-250 M-46 — модель 1946 року, оригінальна модель з високим лобовим опором, призначена для внутрішнього перевезення всередині важких бомбардувальників, тонкі стінки.
- ФАБ-250 M-54 — модель 1954 року,  покращена версія з високим аеродинамічним опором і посиленою конструкцією.
- ФАБ-250 M-62 — модель 1962 року, версія з низьким аеродинамічним опором, призначена для зовнішнього підвішування на вузлах кріплення винищувачів-бомбардувальників[6].
- КАБ-250 — сімейство російських корегованих авіаційних бомб на 250 кг.

## Бойове застосування
ФАБ-250 активно використовувалася над Афганістаном радянськими та союзними афганськими силами протягом 1980-х років. ФАБ-250 останнім часом використовувалася над Сирією як російськими, так і сирійськими військовими літаками. Також її застосовувала Ефіопія під час війни в Тиграї.

### Російсько-українська війна
Авіабомби ФАБ-250 використовуються обома сторонами війни під час повномасштабного російського вторгнення в Україну 2022 року.
7 липня 2023 року військовослужбовці 28-ї окремої механізованої бригади знищили нерозірвану авіабомбу ФАБ-250 з комплектом МПК, яка, ймовірно зійшла з курсу.
У ніч на 30 січня 2025 року у Брянській області 14-й полк безпілотних авіаційних комплексів провів бомбардування нафтоперекачувальної станції «Новозибков» трубопроводу «Дружба». Літак ніс на борту одну 250-кілограмову авіабомбу ФАБ-250 М-54 та два менших снаряди, візуально схожих на артилерійські міни. Ймовірно, для атаки використовували БПЛА на базі надлегких літаків A-22 або Aeros Sky Ranger